# 肖蒙 (紐約州)
肖蒙（英語：Chaumont）是位於美國紐約州傑佛遜縣的村。

## 人口
根據2020年美國人口普查的數據，肖蒙的面積為2.79平方千米，當中陸地面積為2.55平方千米，而水域面積為0.24平方千米。當地共有人口615人，而人口密度為每平方千米220人。